# Подобовец
Подобовец (укр. Подобовець, бывшее название Подобовець-Середина) — село в Пилипецкой сельской общине Хустского района Закарпатской области Украины, до 2020 года относился к Межгорскому району. Село расположено у подножия горы Великий Верх (1600 м) на высоте до 700 м.
Население по переписи 2001 года составляло 407 человек.
В селе находится Церковь Св. Николая Чудотворца, подостренная в 1785 году.
В нескольких километрах от Подобовца находится водопад Шипот.

## Галерея

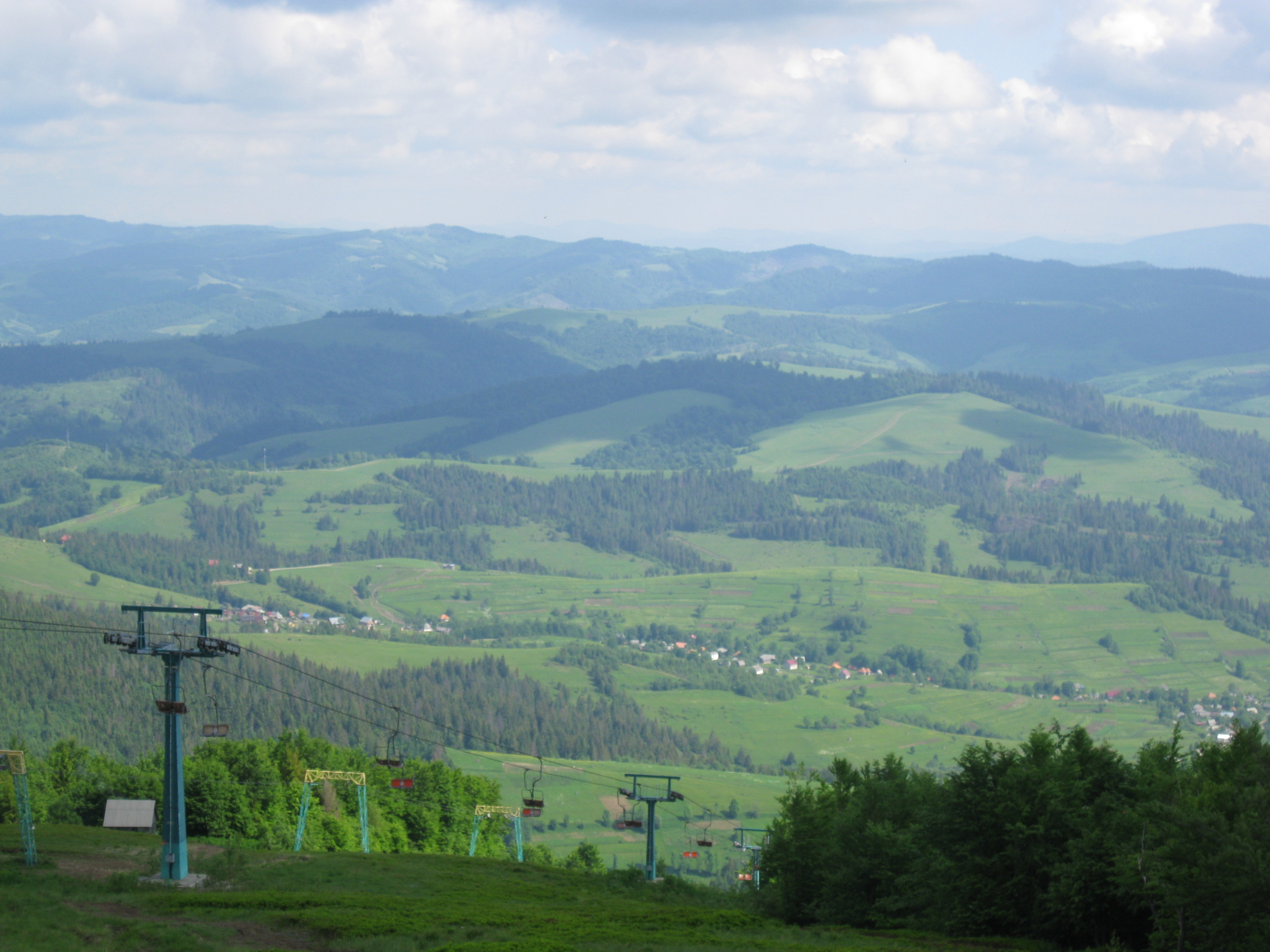
Вид на массив с горы Гемба
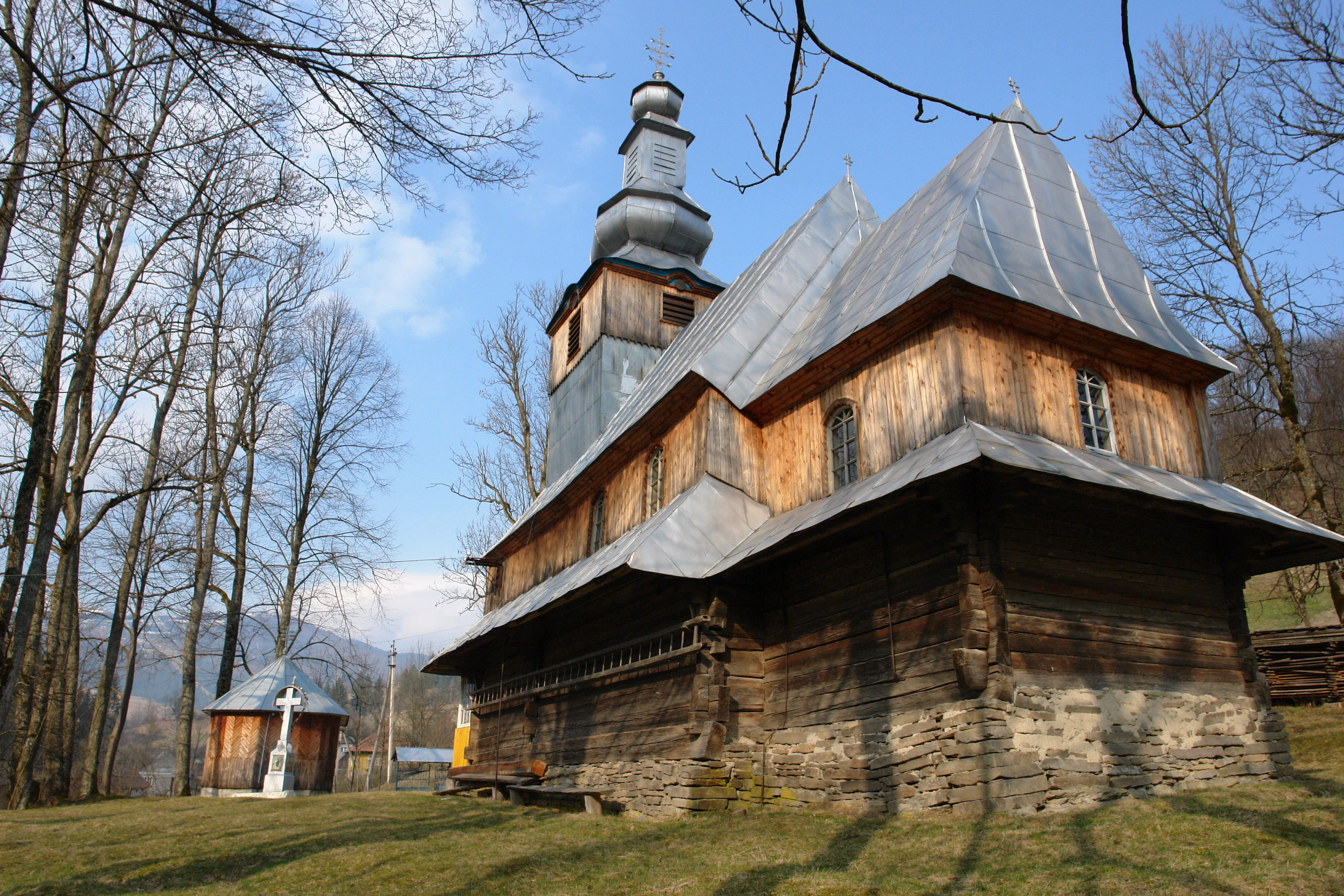
Церковь Св. Николая Чудотворца
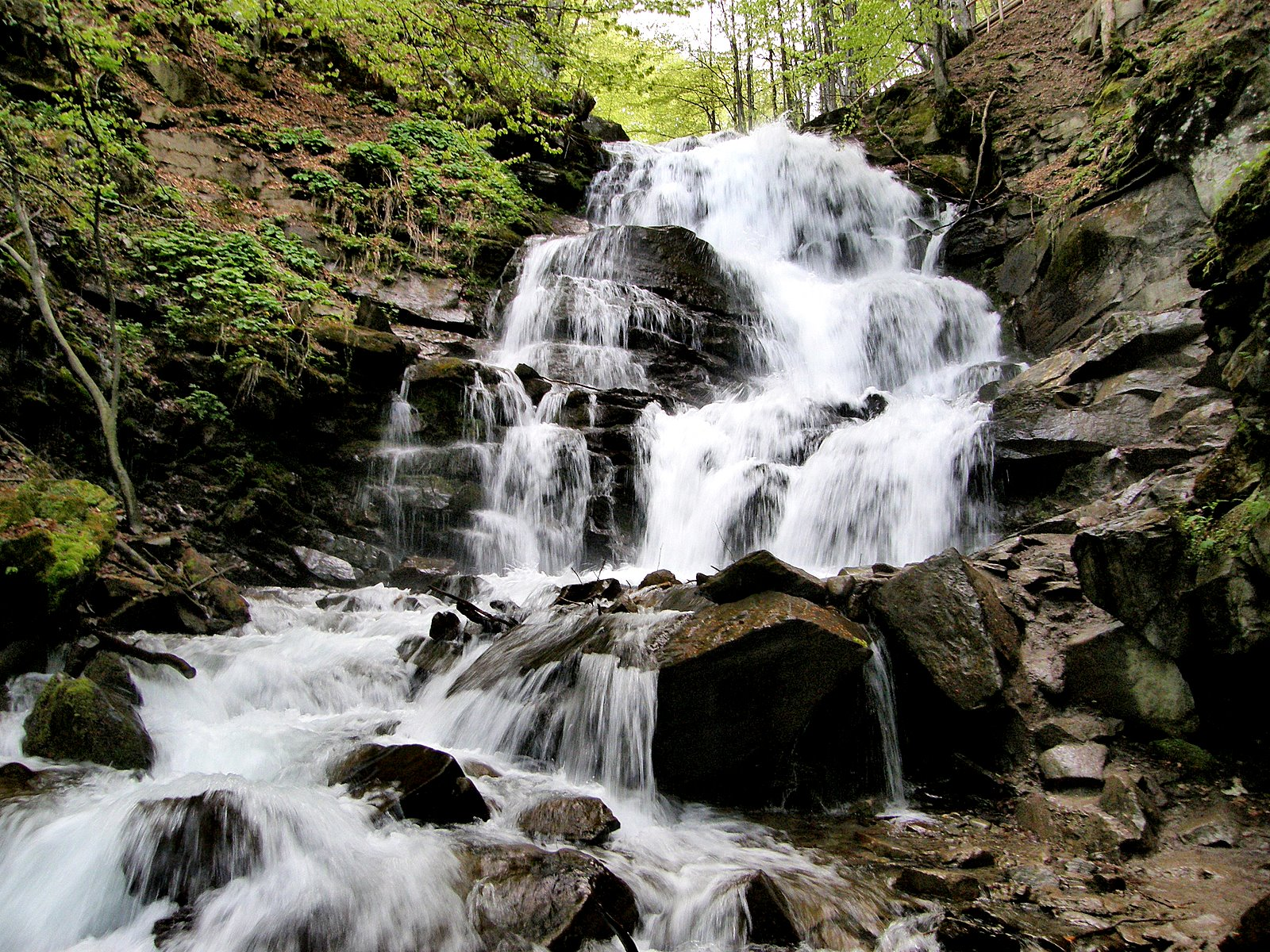
Водопад Шипот